# Delia, Kansas
Delia, Kansas (енгл. Delia) град је у америчкој савезној држави Канзас.

## Демографија
По попису из 2010. године број становника је 169, што је 10 (-5,6%) становника мање него 2000. године.
| Група             | 2000.       | 2010.       |
| Белци             | 153 (85,5%) | 143 (84,6%) |
| Афроамериканци    | 0 (0,0%)    | 0 (0,0%)    |
| Азијати           | 0 (0,0%)    | 0 (0,0%)    |
| Хиспаноамериканци | 1 (0,6%)    | 3 (1,8%)    |
| Укупно            | 179         | 169         |